# Nesogonia blackburni
Nesogonia blackburni là loài chuồn chuồn trong họ Libellulidae. Loài này được McLachlan mô tả khoa học đầu tiên năm 1883.